# Isabel de Pomés
Isabel de Pomés (Barcelona, 10 de abril de 1924 - Barcelona, 31 de mayo de 2007) fue una actriz española.

## Biografía
Hija del actor Félix de Pomés. Se dedica al mundo del espectáculo desde muy niña, sobre todo al teatro, debutando con 16 años en el cine con la película La malquerida (1940). Especialmente popular durante la década de los años cuarenta, protagonizó algunos de los títulos más notorios del cine español de la época. Alcanza gran popularidad con la comedia social Huella de luz, de Rafael Gil, donde comparte protagonismo con Antonio Casal. En 1942 trabaja con Ignacio F. Iquino en la película La culpa del otro junto a Mercedes Vecino. Su consagración llega en 1944 con La torre de los siete jorobados, de Edgar Neville, donde coincidió con su padre en el reparto.
Su mayor éxito de taquilla se estrena en 1948: Botón de ancla, de Ramón Torrado. A partir de los años cincuenta, y pese a que su trayectoria se prolonga durante más de dos décadas, sus papeles van perdiendo peso, hasta retirarse definitivamente en 1965.

## Filmografía (selección)
- La malquerida (1940)
- Los millones de Polichinela (1941)
- La culpa del otro (1942)
- Vidas cruzadas (1942)
- Noche fantástica (1943)
- Mi vida en tus manos (1943)
- Huella de luz (1943)
- La torre de los siete jorobados (1944)
- Canción de medianoche (1947)
- Luis Candelas, el ladrón de Madrid (1947)
- La sirena negra (1947)
- Botón de ancla (1948)
- Vida en sombras (1948)
- La casa de las sonrisas (1948)
- Luna de sangre (1952)
- El alcalde de Zalamea (1953)
- Marcelino pan y vino (1954)
- Viento del norte (1954)
- Un ángel pasó por Brooklyn (1957)
- Amanecer en puerta oscura (1957)
- Salto a la gloria (1959)
- Historia de una noche (1963)
- El puente de la ilusión (1965)